# Eoscarta apicata
Eoscarta apicata är en insektsart som beskrevs av William Lucas Distant 1908. Eoscarta apicata ingår i släktet Eoscarta och familjen spottstritar. Inga underarter finns listade i Catalogue of Life.